# Carlo Castellano
Carlo Castellano (Rimini, 28 novembre 1936) è un manager e imprenditore italiano.
Fondatore di Esaote, azienda italiana leader nelle tecnologie diagnostiche medicali e di Genova High Tech, società che ha promosso la realizzazione del parco scientifico e tecnologico di Genova Erzelli;
è stato membro del Consiglio superiore della Banca d'Italia dal 2011 al 2021, presidente dell'ALPIM.

## Biografia
Figlio del professore Sabino Castellano, studioso che nel 1920, dopo avere individuato il luogo dove combatterono Romani e Cartaginesi nella celebre battaglia di Canne, diede inizio agli scavi del sito archeologico di Canne della battaglia..
Nel 1959 si laurea in economia e commercio presso l'Università di Genova, l'anno seguente è professore assistente volontario di materie economiche presso l'Università Cattolica di Milano. In questa città, nel 1961, inizia la sua attività professionale: prima presso la direzione studi della Pirelli, poi all'ufficio studi di Mediobanca.
Nel 1961 si sposa con Iliana Coppo, dal matrimonio nascono due figli.
Prosegue la carriera accademica insegnando nel 1965 alla Scuola di Amministrazione Industriale presso l'Università di Torino; nel 1968 consegue il titolo di libero docente in Tecnica industriale e commerciale. Nel 1987 viene nominato professore associato in organizzazione aziendale nella facoltà di economia dell'Università di Genova.
Il 1971 è l'anno in cui assume la responsabilità della direzione personale e organizzazione di Italimpianti in Genova, di cui in seguito diventerà direttore Programmazione e sviluppo.
Dal 1974 è responsabile della neocostituita Direzione Pianificazione Studi e Sistemi Informativi del Raggruppamento Ansaldo ed è nominato condirettore generale e responsabile elettronica del Raggruppamento Ansaldo, allora una delle principali aziende di Finmeccanica gruppo IRI.
Nel 1976 si iscrive al Partito Comunista Italiano e viene nominato membro del comitato regionale PCI Liguria.
Il 17 novembre 1977 subisce un grave attentato rivendicato il giorno seguente con un comunicato inviato agli organi di stampa dalla colonna genovese delle Brigate Rosse; le gravi ferite riportate lo costringono a subire numerosi interventi chirurgici e ricoveri ospedalieri, da questa esperienza personale matura l'idea di avviare una nuova attività per la produzione di apparecchiature di diagnostica medica in Italia.
Per le lesioni provocate nell'attentato gli è riconosciuta, con un attestato del Prefetto della provincia di Genova, la condizione di grande invalido civile a causa di atti terroristici.
Nel 1979, al XV Congresso Nazionale del PCI viene eletto membro del Comitato centrale del partito, la carica verrà rinnovata nei due congressi nazionali successivi.
Nel 1986, insieme ad altri sei membri del Comitato centrale del PCI definiti "miglioristi", sottoscrive una lettera di protesta inviata al segretario nazionale Alessandro Natta in cui si chiede un più deciso orientamento riformista.
Nel 1988 si dimette dal Comitato centrale e rinuncia alla tessera del partito.
Nel 1981, all’interno dell’Ansaldo, viene costituita da zero la Divisione elettronica biomedicale, incorporata in Ansaldo Elettronica Industriale; questa società, di cui è amministratore delegato dal 1983, si svilupperà fino al 1986, anno in cui nascerà Esaote biomedica S.p.A..
Nel 1993 rinuncia volontariamente all'incarico di insegnamento universitario per dedicarsi esclusivamente alla sua attività imprenditoriale.
Dal 2005 è eletto Reggente della Sede di Genova della Banca d'Italia e dal 2011 fino al 2021 è membro del Consiglio Superiore della Banca d'Italia a Roma.
Dall'ottobre 2020 nominato presidente dell'ALPIM (associazione ligure per i minori), un'associazione di volontariato, costituita nel 1989 da magistrati a sostegno dei minori in difficoltà e delle loro famiglie, che collaborando con le istituzioni attraverso progetti di contrasto alla povertà educativa e alla dispersione scolastica, promuove l'orientamento e l'avviamento al lavoro per una cittadinanza attiva.

### L'attività imprenditoriale
Nel 1994 in qualità di amministratore delegato, promuove la privatizzazione di Esaote attraverso un'operazione di management buy-out realizzata assieme a un pool di investitori istituzionali nazionali e internazionali che nel 1996 portano la società alla quotazione sulla Borsa valori italiana e sul mercato secondario di New York.
Nel 2001 su sua iniziativa viene fondata a Genova l'associazione Dixet, distretto di elettronica e tecnologie avanzate, club d'impresa cui aderiscono novanta imprese liguri operanti nei settori elettronica, software, telecomunicazioni civili e militari, automazione industriale, robotica, internet, biomedica, avionica, trasporti ed energia.
Guidata da Catellano, Dixet ha promosso il progetto del parco scientifico e tecnologico di Genova Erzelli tramite la costituzione nel 2003 di Genova High Tech S.p.A., società formata da sessanta imprenditori che sotto la sua presidenza ha iniziato nel 2006 la realizzazione di questo innovativo progetto.
Nel novembre 2017 è nominato presidente di Life Care Capital S.p.A., SPAC con sede a Milano che agiva nell'ambito dei settori sanitari e biomedici, biotech e farmaceutico; la società, la prima SPAC italiana dedicata esclusivamente al settore health e life care, raccolse 140 milioni di euro in fase di collocamento e dal 7 marzo 2018 fu quotata su AIM Italia della Borsa Italiana sino al 7 settembre 2020 quando fu sciolta per decorso del termine.

## Incarichi e attività professionali
- Membro dell'Advisory Board di Confindustria Genova dal 2017.
- Membro del Consiglio Direttivo della Società di Letture e Conversazioni Scientifiche, Genova, dal 2017.
- Membro del Consiglio di amministrazione della Fondazione per la collaborazione tra i popoli, Bologna, dal 2008.
- Membro del CdA di Genova High Tech S.p.A. dal 2003.
- Ha diretto e partecipato attivamente allo sviluppo di Esaote, prima come amministratore delegato e poi come presidente dal 1986 al 2016.
- Membro dell’INFN Internal Review Committee, Istituto Nazionale Fisica Nucleare nel 2004.
- Presidente dell'Associazione elettromedicali, Federazione ANIE nel 2004.
- Vice Presidente del Health Committee, BIAC, OCSE, Parigi, nel 2003.
- Membro dell’Economic Affairs Committee, COCIR, Industrie radiologiche ed elettromedicali, Bruxelles nel 2002.
- Presidente Dixet, distretto di elettronica e tecnologie avanzate, club d’Imprese Genova dal 2001 al 2014.
- Membro Onorario del SIRM, Società Italiana di Radiologia Medica e Interventistica, Milano dal 2000.
- Presidente Commissione Progetto Sanità di Confindustria nel 1999.[23]
- Membro della Commissione Esperti in Telemedicina del Ministero della Sanità nel 1997.
- Segretario dell’Archivio Storico Ansaldo nel 1980.[24]
- Esperto a Roma del CNEL, consiglio nazionale dell'economia e del lavoro nel 1966.
- Vice segretario Nazionale della Gioventù Federalista Europea nel 1958.[25]

## Opere
- Carlo Castellano, L’Industria degli Elettrodomestici in Italia, Fattori e caratteri dello sviluppo, Torino, Giappichelli Editore, 1965.
- Carlo Castellano, Il ruolo dell'impiantistica nella riconversione industriale, in Rivista politica di economia, n. 4, 1977.
- Dal 1980 inizia una collaborazione con il quotidiano La Repubblica firmando oltre settanta articoli.[26][27]
- Carlo Castellano, La struttura industriale dell'automazione, Atti del convegno ANIE, Milano, 1983.
- Carlo Castellano, Il settore dell'automazione industriale, in L'Industria, n. 1, 1984.
- Carlo Castellano, La rincorsa tecnologica, Kybernetes, Mensile a cura dell’IFAP, 21 22, Gennaio Febbraio, 1989.
- Carlo Castellano, Healthcare and scientific technological research, in The EuroAtlantic union review, vol. 3, n. 1, Bari, Cacucci Editore S.a.s., 2016, ISBN 88-6611-503-7.[28]
- Carlo Castellano, Un’opera corale e un necessario metodo, commento al discorso di Renzo Piano all'inaugurazione del Ponte San Giorgio, in Studi organizzativi, n. 2, 2020, ISSN 0391-8769 (WC · ACNP).[29]

## Riconoscimenti
- Premio Leonardo Qualità Italia 1998[33].
- Imprenditore dell'Anno 1999[34].
- Laurea honoris causa in Ingegneria Biomedica Università di Genova - 2004[35].
- Premio A Compagna per l’imprenditoria - Genova 2008[36].
- Medaglia Colombiana - Genova 2010[37].
- Cavaliere della Disfida - Città di Barletta 2015[38].
- Grifo d'Oro Comune di Genova - 2016[39][40][41].